# Max (месенджер)
Max (Макс) — російський месенджер, випущений компанією VK у 2025 році. Станом на липень 2025 року він перебував на стадії бета-тестування. За аналогією з китайською платформою WeChat, на базі Max розробляється універсальний мобільний додаток («супердодаток»), який дозволяє, окрім використання функцій месенджера, також отримувати електронні державні послуги, верифікувати особу за допомогою цифрового ідентифікатора, використовувати посилений електронний підпис, а також здійснювати платежі.
Наприкінці червня 2025 року Володимир Путін підписав закон про створення в РФ «національного месенджера». До цього Держдума ухвалила законопроєкт про створення національної цифрової платформи MAX із відповідним месенджером.
Для реєстрації в месенджері потрібен дійсний номер мобільного телефону. Реєстрація за віртуальним або замінювальним номером неможлива.
Месенджером керує ТОВ «Комунікаційна платформа», що є дочірньою структурою VK.

## Конфіденційність та безпека
Відповідно до політики конфіденційності месенджера ‘’‘Max’’’ та аналізу додатку, він збирає такі дані користувачів:
IP-адреса та дані про місцезнаходження (включно з точною та приблизною геолокацією);
контакти з телефонної книги;
відомості про активність у додатку;
відомості про встановлені додатки (у версії через RuStore);
дані буфера обміну;
фото, відео та аудіофайли.
У політиці вказано, що зібрана інформація може передаватися афілійованим особам, партнерам та державним органам Російської Федерації у випадках, передбачених законодавством.
Додаток використовує сторонні компоненти, включно з бібліотекою uCrop (розробник — українська компанія Yalantis) та іншими модулями з відкритих джерел.

### Дозволи Android-версії Max (2025)
Доступ до місцезнаходження: ACCESS_COARSE_LOCATION, ACCESS_FINE_LOCATION;
Підключення до Bluetooth: BLUETOOTH_CONNECT;
Доступ до мультимедіа: READ_MEDIA_VIDEO, READ_MEDIA_IMAGES, READ_MEDIA_VISUAL_USER_SELECTED;
Доступ до сховища: READ_EXTERNAL_STORAGE, WRITE_EXTERNAL_STORAGE;
Доступ до телефонних даних: READ_PHONE_NUMBERS;
Доступ до контактів: READ_CONTACTS, WRITE_CONTACTS, GET_ACCOUNTS;
Доступ до камери та мікрофона: CAMERA, RECORD_AUDIO;
Надсилання повідомлень: POST_NOTIFICATIONS;
Встановлення пакетів: REQUEST_INSTALL_PACKAGES;
Відображення поверх інших додатків: SYSTEM_ALERT_WINDOW;
Запис екрану та робота у фоновому режимі: FOREGROUND_SERVICE_MEDIA_PROJECTION;
Внутрішні дозволи: ru.oneme.app.DYNAMIC_RECEIVER_NOT_EXPORTED_PERMISSION.
Станом на липень 2025 року офіційно підтверджених випадків несанкціонованої передачі або «крадіжки» даних самим додатком не зафіксовано. Водночас зафіксовані фішингові атаки, коли зловмисники створюють підроблені сайти та дзвонять від імені служби підтримки Max, щоб отримати логіни, паролі або одноразові коди доступу.

## Кількість користувачів
У червні 2025 року кількість створених облікових записів користувачів у месенджері Max становила 1 мільйон.
У липні 2025 року VK оголосив, що кількість зареєстрованих користувачів Max перевищила 2 мільйони.

## Особливості
Станом на червень 2025 року, функції Max включають особистий та груповий чат, голосові повідомлення, дзвінки, відеодзвінки, передачу файлів до 4 гігабайт, стікери, емодзі, інструменти для створення чат-ботів та міні-додатків, а також нейронну мережу GigaChat. У месенджері реалізована можливість грошових переказів між користувачами через Систему швидких платежів (СШП) Банку Росії.

## Технічні деталі
Месенджер Max написаний на Node.js, Kotlin, Swift, Objective-C, TypeScript, C++ та Java. Працює на операційних системах Windows, macOS, Android, iOS. Окрім мобільного застосунку, месенджер доступний у вигляді вебзастосунку (web.max.ru) та десктопного клієнта.
Згідно з дослідженням вихідного коду, месенджер запозичує фрагменти коду з попереднього месенджера VK ТамТам.
При розробці Max застосовуються в тому числі бібліотеки з країн, визнаних Росією «недружніми», що стало приводом для критики месенджера.

## Критика
Правозахисники висловили занепокоєння з приводу можливостей платформи MAX у контексті збору персональних даних. Зокрема, за словами голови «Товариства захисту інтернету» Михайла Клімарьова, в політиці конфіденційності зазначено, що інформація користувачів може передаватися державним органам, серед яких ФСБ, МВС, Центробанк, Податкова служба та навіть Росалкогольтютюнрегулювання.